# مركز الدفاع عن الحريات والحقوق المدنية
مركز الدفاع عن الحريات والحقوق المدنية المعروف اختصارًا بـ"حريات"، هو مؤسسة أهلية فلسطينية مستقلة تأسست عام 1992 في القدس، كامتداد للجان الدفاع عن الحريات التي تشكلت عام 1985 لمواجهة سياسة "القبضة الحديدية" التي اعتمدتها سلطات الاحتلال الإسرائيلي.

## الأهداف والرسالة
يهدف المركز إلى حماية وتعزيز حقوق الإنسان والحريات المدنية والسياسية في الأراضي الفلسطينية المحتلة، مع التركيز على:
- الدفاع عن قضايا الأسرى والمعتقلين.
- تعزيز مبدأ سيادة القانون والحكم الصالح.
- تمكين الفئات المهمشة من ممارسة حقوقها.
- نشر الوعي العام بمفاهيم الديمقراطية وحقوق الإنسان.

## البرامج والأنشطة

### 1. دعم الأسرى والمعتقلين
يعمل المركز على:
- رصد وتوثيق الانتهاكات الإسرائيلية لحقوق الأسرى.
- تنظيم حملات دعم ومناصرة لقضايا الأسرى.
- تقديم المساعدة القانونية للأسرى.
- تطوير برامج دعم لأسر وأطفال الأسرى.
- تأهيل الأسرى المحررين ودمجهم في المجتمع.

### 2. تمكين الفئات المهمشة
يقدم المركز برامج توعية وتنظيم مجتمعي للفئات المهمشة، بما في ذلك النساء، الشباب، واللاجئين، بالإضافة إلى توثيق ومتابعة حالات التعذيب والاعتقال التعسفي في السجون الفلسطينية.